# Devarakannasandra, Kunigal
Devarakannasandra là một làng thuộc tehsil Kunigal, huyện Tumkur, bang Karnataka, Ấn Độ.